# Minuskuł 52
Minuskuł 52 (wedle numeracji Gregory–Aland) ε 345 (Soden) – rękopis Nowego Testamentu, z XIII wieku pisany minuskułą na pergaminie w  języku greckim. Przechowywany jest w Bibliotece Bodlejańskiej w Oksfordzie. Był wykorzystywany w dawnych wydaniach  greckiego Nowego Testamentu. Rękopis został przystosowany do czytań liturgicznych.

## Opis rękopisu
Kodeks zawiera pełny tekst czterech Ewangelii, na 158 pergaminowych kartach (16,5 na 12,5 cm) . Karty zostały ułożone w octavo.
Tekst rękopisu pisany jest jedną kolumną na stronę, w 27–30 linijek na stronę, elegancką minuskułą. Inicjały pisane są czerwonym kolorem.
Tekst jest dzielony według rozdziałów (κεφαλαια), których numery podane zostały w bocznym marginesie, a tytuły (τιτλοι) podane zostały na górze strony. Ponadto Ewangelie dzielone są również według podziału na krótkie Sekcje Ammoniusza, z odniesieniami do Kanonów Euzebiusza.
Zawiera noty liturgiczne na marginesie, dzięki czemu rękopis został przystosowany do czytań liturgicznych. Zawiera Prolegomenę, listę rozdziałów i ilustracje. Przed Ewangelią Marka, Łukasza i Jana znajdują się portrety Ewangelistów.

## Tekst
Grecki tekst Nowego Testamentu reprezentuje bizantyjską tradycję tekstualną.  Aland umieścił go w  kategorii V. Rękopis został zbadany metodą wielokrotnych wariantów Claremont Profile Method w Łk 1 i Łk 20, w których reprezentuje standardowy tekst bizantyjski (Kx). W Łk 10 nie zbadano tekstu tą metodą.

## Historia

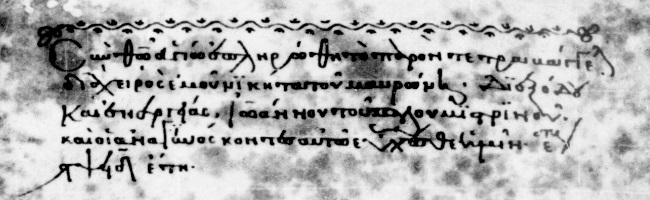
Folio 158 recto, subscriptio.

Skryba podał w kolofonie swoje imię (Νικήτας Μαυρώνης), a także datę sporządzenia rękopisu i miał to być 6794 rok od stworzenia świata (σψϟδ). Z tego względu rękopis datowany jest na rok 1286. Od tego samego skryby pochodzi też minuskuł 341. Miejsce powstania rękopisu jest nieznane, sugeruje się, że mógł powstać w Trapezuncie.
Rękopis wielokrotnie zmieniał właścicieli. W XIV wieku należał do Kommenów w Trapezuncie. W roku 1636 znalazł się w Skutari. William Laud wszedł w posiadanie rękopisu w roku 1640. Przekazał go później Bibiotece Bodlejańskiej. John Mill wykorzystał go w swym wydaniu (jako Laudianus 5).
Johann Jakob Wettstein wciągnął go na listę rękopisów Nowego Testamentu, nadał mu numer 52 i sporządził jego opis.  Griesbach sprawdził niektóre jego warianty. Nie jest wykorzystywany we współczesnych wydaniach greckiego Nowego Testamentu.
Rękopis przechowywany jest w Bibliotece Bodlejańskiej (MS. Laud. Gr. 3) w Oksfordzie .